# Бабаян, Седвальд Вагаршакович
Седвальд Вагаршакович Бабаян (1937, Баку) — советский футболист нападающий, полузащитник. Мастер спорта СССР.
Начинал играть в рижской «Даугаве» в 1957 году. В 1958—1965 годах выступал за ереванский «Спартак»/«Арарат». В чемпионате СССР за клуб в 1960—1963 годах сыграл 108 матчей, забил два гола, всего — 223 матча, 4 гола. В начале 1960-х был капитаном. Завершил карьеру в 1966 году в «Шираке» Ленинакан. Ветеран спорта ПМР. Президент Спортивного клуба профсоюзов Приднестровья.
Награждён орденом «Трудовая слава» (14 сентября 2017, «за многолетний добросовестный труд, высокий профессионализм и в связи с Днём работника физической культуры и спорта»), грамотой Президента Приднестровской Молдавской Республики (14 июня 2002, «за многолетний, добросовестный труд, высокие организаторские и профессиональные способности и в связи с 65-летием со дня рождения»).